# Clatrat

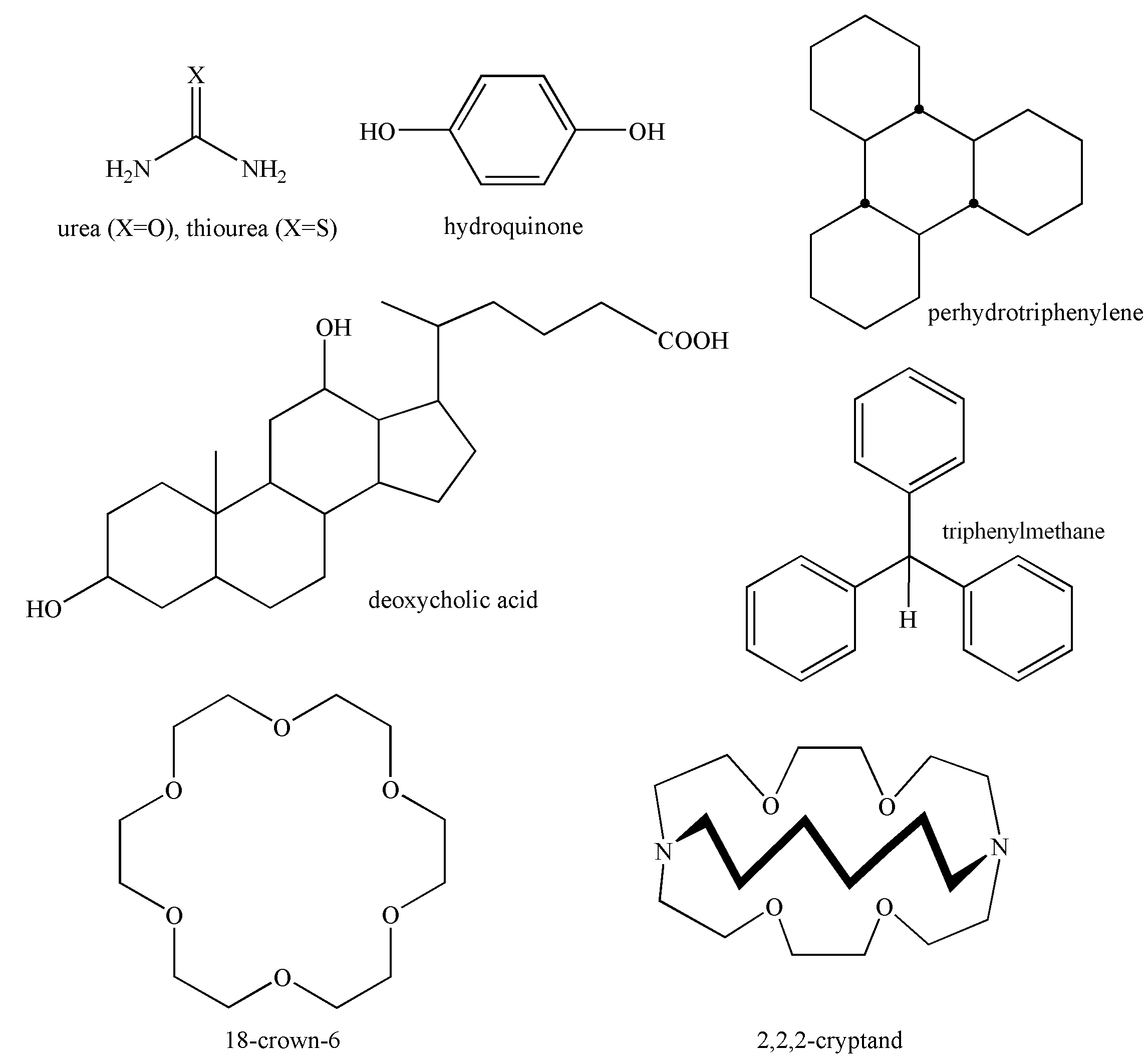
Exemple de clatrați

Un Clatrat este un compus molecular solid (un agregat) în care moleculele unui component se găsesc incluse în rețeaua cristalină a celuilat component, ca într-o cușcă. Denumirea provine din  latină : clathratus = închis sau protejat sub gratii. Clatrații formează o grupă aparte de agrgate solide.